# Andrzej Gruszecki
Andrzej Gruszecki (ur. 30 stycznia 1928 w Warszawie, zm. 11 września 2008 tamże) – prof. dr hab. inż., architekt i urbanista specjalizujący się w historii architektury i problematyce ochrony i konserwacji zabytków.

## Życiorys
Od 1949 członek PZPR. W 1951 ukończył studia na Wydziale Architektury Politechniki Krakowskiej. W 1955 był sekretarzem podczas I konferencji naukowej na temat fortyfikacji nowożytnych w Polsce, w 1956 przewodniczył zespołowi, który opracował Memoriał o Stanie Ochrony Zabytków w Polsce. Rok później był sekretarzem Międzyresortowej Komisji ds. Ochrony Zabytków. W 1958 przebywał na stypendium i studiował na The York Institute of Architectural Study. W 1960 obronił doktorat, w 1968 został docentem, kierował przedmiotem konserwacja zabytków, został mianowany zastępcą dyrektora Instytutu Podstaw Rozwoju Architektonicznego (do 1981). Od 1969 był członkiem Sekcji Konserwacji Zabytków Komitetu Architektury i Urbanistyki Polskiej Akademii Nauk. W 1970 był organizatorem, a następnie do 1976 kierownikiem Studium Podyplomowego Konserwacji Zabytków. Kierował Zakładem Konserwacji Zabytków Politechniki Warszawskiej, w latach 1973–1975 prodziekan Wydziału Architektury. Od 1977 do 1983 był przewodniczącym Komisji ds. Ochrony i Konserwacji Zabytkowych Obiektów Inżynieryjnych i Architektonicznych Związanych z Historią Wojskowości. W latach 1983–1987 generalny konserwator zabytków, w 1986 habilitował się. Od 1984 był członkiem Sekcji Historii Architektury i Urbanistyki Komitetu Architektury i Urbanistyki Polskiej Akademii Nauk. Założyciel Towarzystwa Przyjaciół Fortyfikacji. Specjalista z zakresu konserwacji ruin (zamki w: Ogrodzieńcu, Tykocinie, Janowcu, Zamek Ujazdowski w Warszawie, kościół NMP w Chojnie) i rewaloryzacji zespołów (stare miasto w Grudziądzu, Cytadela warszawska, twierdze w Dęblinie i Łomży). Autor publikacji Bastionowe zamki w Małopolsce wyd. 1962. W latach 1986–1989 był członkiem Ogólnopolskiego Komitetu Grunwaldzkiego. W latach 1986–1988 członek Społecznego Komitetu Odnowy Starego Miasta Zamościa.
Spoczywa na cmentarzu parafialnym w Jazgarzewie.